# Donovan Bailey
Donovan Bailey (* 16. prosince 1967, Manchester Parish, Jamajka) je bývalý vrcholový kanadský atlet, sprinter, olympijský vítěz a mistr světa v běhu na 100 metrů.

## Kariéra
Bailey se jako mnoho jiných skvělých sprinterů narodil na Jamajce, v 11 letech se však s rodiči odstěhoval do Kanady, za kterou od roku 1994 závodil. Na halovém MS 1995 v Barceloně doběhl ve finále běhu na 200 metrů v čase 21,08 s na 4. místě. V roce 1995 se stal v Göteborgu mistrem světa v běhu na 100 metrů i ve štafetě na 4 × 100 metrů. Jeho nejslavnější chvíle však přišla až o rok později, kdy na olympijských hrách v Atlantě zvítězil na stovce v tehdejším světovém rekordu 9,84 s. Opět zvítězil i ve štafetě na 4 × 100 metrů, navíc s velkým "přehledem" nad domácím kvartetem USA. O rok později se utkal v exhibičním závodu na netradiční trati 150 metrů s vítězem z dvoustovky Michaelem Johnsonem o titul nejrychlejšího muže světa. Johnson v tomto "závodě o nejrychlejšího muže" v Torontu však pro zranění nedokončil, i když byl za to kritizován, protože jeho zranění bylo zpochybňováno. Bailey zvítězil ještě ve štafetě na 4 × 100 metrů na MS v Athénách v roce 1997, na stovce už byl druhý za tehdy novou sprinterskou hvězdou Mauricem Greenem.
O rok později si však přetrhl achillovu šlachu. Zranění, které ukončilo kariéru tolika sportovců ovšem dokázal překonat a stále běhal na hranici 10 sekund(rok 2000, Ingolstadt, 9,98 s.).
Bailey je trojnásobným mistrem světa(jednou 100m a dvakrát 4 × 100 m), dvojnásobným držitelem světového rekordu (100 m, 50 m (stále platný), dvojnásobným olympijským vítězem a předposledním držitelem olympijského rekordu. Dále je také osminásobným kanadským šampionem, šampiónem Pan American Games a šampionem Goodwill games.

## Zajímavosti
Bailey je jediný muž v historii, který byl uveden do kanadské síně slávy dvakrát po sobě.
Zajímavost: Bailey je spolu s Usainem Boltem jediný z olympijských vítězů v běhu na 100 m, který nebyl nikdy vyšetřován pro požití látek zvyšujících výkonnost.
Kariéru ukončil v roce 2001 na Mistrovství světa v atletice v kanadském Edmontonu.
Kromě světového (a dosud platného kanadského) rekordu 9,84 sekundy z Atlanty drží Bailey ještě světový halový rekord na trati 50 metrů časem 5,56 sekundy z roku 1996. Tento čas později vyrovnal i Maurice Greene, nebyl však jako světový rekord uznán. Rychleji o jednu setinu běžel dříve také další Kanaďan Ben Johnson, který však pro prokázaný doping o všechny zápisy přišel.
Na OH v Atlantě údajně dosáhl rychlostního rekordu 12,10 m/s (43,56 km/h), podle jiných údajů to bylo o trochu méně (12,01 m/s, tedy 43,23 km/h.). Ačkoliv byl již překonán, stále patří k nejrychlejším sprinterům historie.

## Osobní rekordy
Dráha
- Běh na 60 metrů - 6,51 sec. (1997)
- Běh na 100 metrů - 9,84 sec. (1996)
- Běh na 150 metrů - 14,99 sec. (1997)
- Běh na 200 metrů - 20,14 sec. (1996, Oslo)
- Běh na 4 × 100 metrů - 37,69 sec. (1996, Atlanta)

Hala
- Běh na 50 metrů - 5,56 s (1996) -  (Současný světový rekord)